# Anabarhynchus spinosus
Anabarhynchus spinosus är en tvåvingeart som beskrevs av Lyneborg 2001. Anabarhynchus spinosus ingår i släktet Anabarhynchus och familjen stilettflugor. Inga underarter finns listade i Catalogue of Life.